# Municipio de Lake (condado de Scott)
El municipio de Lake (en inglés: Lake Township) es un municipio ubicado en el condado de Scott en el estado estadounidense de Kansas. En el año 2010 tenía una población de 75 habitantes y una densidad poblacional de 0,24 personas por km².

## Geografía
El municipio de Lake se encuentra ubicado en las coordenadas 38°20′15″N 100°47′43″O / 38.33750, -100.79528. Según la Oficina del Censo de los Estados Unidos, el municipio tiene una superficie total de 311.12 km², de la cual 311,12 km² corresponden a tierra firme y (0 %) 0 km² es agua.

## Demografía
Según el censo de 2010, había 75 personas residiendo en el municipio de Lake. La densidad de población era de 0,24 hab./km². De los 75 habitantes, el municipio de Lake estaba compuesto por el 96 % blancos, el 1,33 % eran de otras razas y el 2,67 % eran de una mezcla de razas. Del total de la población el 20 % eran hispanos o latinos de cualquier raza.